# 1 Pułk Straży Granicznej
1 Pułk Straży Granicznej – jednostka organizacyjna Straży Granicznej w II Rzeczypospolitej.

## Formowanie i zmiany organizacyjne
17 grudnia 1918 szef Straży Granicznej płk Małyszko przedstawił Ministerstwu Spraw Wojskowych wstępny projekt etatów oddziałów granicznych. Na ich podstawie do końca lutego 1919 sformowano 1 pułk Straży Granicznej. W skład 1 pułku weszły: 1 dywizjon stacjonujący czasowo w Warszawie oraz 3 dywizjon SG z Mławy. 21 marca 3 dywizjon SG zmienił nazwę na II/1 pułku Straży Granicznej. Tym samym jego 1 szwadron stał się 5., a 2 szwadron 6 szwadronem 1 pułku SG. Niebawem dowództwo I dywizjonu przeniesiono z Warszawy do Łomży, a dowództwa jego dwóch szwadronów zakwaterowano w Boguszach i Kolnie.
Wiosną 1919 Straż Graniczna przeszła pod wyłączną komendę Ministerstwa Spraw Wojskowych. W ramach zmian strukturalnych nastąpiły zmiany w nazwie. Odtąd korpus SG nazywał się Wojskową Strażą Graniczną. Oddziały Wojskowej Straży Granicznej w terenie podporządkowano w całości Dowództwom Okręgów Generalnych. 1 Pułk Wojskowej Straży Granicznej podporządkowany został Dowództwu Okręgu Generalnego „Warszawa”.
17 kwietnia sformowano 7 szwadron pod dowództwem kapitana Krzyżanowskiego. W czerwcu dywizjon otrzymał nowe wyposażenie produkcji amerykańskiej, a broń i amunicję – francuskie.
W lipcu 1919 nastąpiła reorganizacja pułku. 30 lipca jego II dywizjon wyszedł ze składu pułku i wszedł w podporządkowanie dowódcy 3 pułku Wojskowej Straży Granicznej jako I/3 pWSG. Szwadrony dywizjonu zmieniły numerację odpowiednio: 5 na 4, 6 na 1, 7 na 3 i 8 na 2.

## Służba graniczna
Pułk obsadzał linię graniczną Grajewo–Zieluń. Dowództwo pułku zakwaterowano w Ostrołęce.

3 maja przeszedł na granice nowo sformowany 7 szwadron. Obsadził odcinek od Rudnej do Bronisława [wł.]. 5 szwadron zajął odcinek od Lawieczyna do Wylazłowa [wł.]. 6 szwadron nie spełniał wymogów pododdziału granicznego, został zdjęty z granicy i odesłany do 1 Dywizji Piechoty Legionów. W jego miejsce dywizja oddała szwadron pod dowództwem rtm. Lubinskiego w składzie 143 żołnierzy, który to przyjął numer 6. Wraz ze „starym” 6 szwadronem odesłano do wojsk liniowych także część żołnierzy 5 szwadronu będących podejrzanymi o uprawianie procederu przemytniczego.

## Dowódcy pułku
- płk Alfred Walter[1]

## Przekształcenia
- 1 dywizjon Straży Granicznej (warszawski) → I dywizjon 1 pułku Straży Granicznej → I dywizjon 1 pułku Wojskowej Straży Granicznej → I dywizjon 1 pułku Strzelców Granicznych
- 3 dywizjon Straży Granicznej → II dywizjon 1 pułku Straży Granicznej → II dywizjon 1 pułku Wojskowej Straży Granicznej → I dywizjon 3 pułku Wojskowej Straży Granicznej → I dywizjon 3 pułku Strzelców Granicznych